# Cathorops hypophthalmus
Cathorops hypophthalmus е вид лъчеперка от семейство Ariidae. Видът не е застрашен от изчезване.

## Разпространение и местообитание
Разпространен е в Коста Рика, Никарагуа и Панама.
Среща се на дълбочина около 6,5 m.

## Описание
На дължина достигат до 35 cm.